# Кенгирская волость
Кенгирская волость — казахская кочевая волость в Атбасарском уезде Акмолинской области. Ныне территория Улытауского района Казахстана.

## История
основана в 1869 г., состоял из 5 аулов, Общественная земля находится в совместном владении с кочевниками Акмолинской волости в количестве 658000 дес. 7598 лошадей, 5470 верблюдов и 47140 овец.

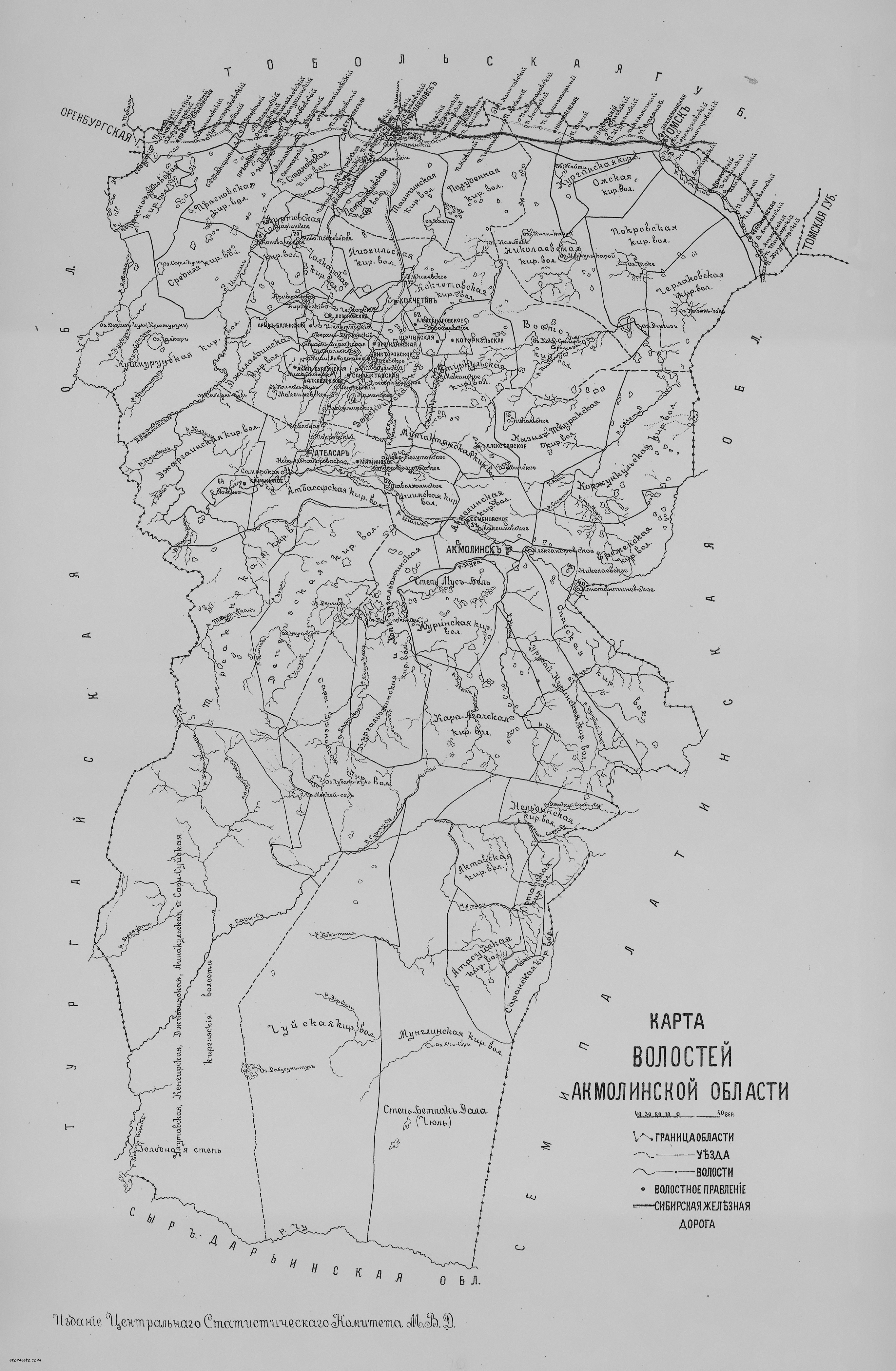
Карта волостей Акмолинской области 1893 года

## Население
1175 кибиток, с населением 5995 киргиз.

## Административное деление
Делилась на 8 административных аулов:
| Название административного аула (старшинство) | Число кибиток (1905) Щербина, МПЗК | население | Число хозяйственных аулов | Отделение подрода               |
| --------------------------------------------- | ---------------------------------- | --------- | ------------------------- | ------------------------------- |
| 1                                             | 299                                | 1633      | 42                        | Майлыбай, Джаубасар             |
| 2                                             | 174                                | 1016      | 25                        | Аралбай, Джанузак, Есен,        |
| 3                                             | 277                                | 1263      | 59                        | Куат                            |
| 4                                             | 195                                | 1057      | 55                        | Киикбай, Арыкпан, Кошкар, Тобет |
| 5                                             | 322                                | 1844      | 77                        | Сарыбай, Кдырали                |
| итого                                         | 1217                               | 6813      |                           |                                 |